# 石板墩站
石板墩站位于甘肃省瓜州县，建于1956年，是兰新铁路的一个车站。距离兰州站1020公里，距上行车站安北站24公里，距下行车站峡口站24公里。该站隶属乌鲁木齐铁路局。不办理客、货运营业。